# 滑铁卢 (南卡罗来纳州)
滑铁卢（英文：Waterloo），是美国南卡罗来纳州下属的一座城市。城市类型是“Town”。其面积大约为1.4平方英里（3.62平方公里）。根据2010年美国人口普查，该市有人口166人，人口密度约为每平方 英里118.74人（约合每平方公里45.85人）。